# Retrato de un médico (El Greco)
Retrato de un médico o Retrato de Rodrigo de la fuente es un retrato pictórico realizado por Doménikos Theotocópuli—el Greco— durante su primer período toledano, que se exhibe en el Museo Nacional del Prado.. 

## El personaje
Se desconoce la identidad del personaje retratado, pero se sabe que era médico por el anillo que lleva en el pulgar de su mano izquierda. Podría ser Luis de Mercado, médico de cámara de Felipe II, pero lo más probable es que sea Rodrigo de la Fuente, importante toledano, vecino y amigo del pintor.

## Análisis de la obra

### Datos técnicos y registrales
- Madrid, Museo del Prado, n º. de catálogo: P000807;[3]
- Pintura al óleo sobre lienzo;
- Datación: ca.1585-1589, según Wethey (1582-1585, según el museo);
- Dimensiones: 93 x 82 cm, según Wethey (96 x 82,3 cm, según el museo);
- Firma en letras minúsculas griegas en cursiva, sobre el libro: δομήνικος θεοτοκóπουλης (sic) ε'ποíει;
- Catalogado por Wethey con el n º.149 y por Tizana Frati con la referencia n º. 52.[4]

### Comentario sobre la obra
Deseando representar el carácter de un hombre de ciencia, el Greco realizó un retrato tal vez idealizado, pero de gran humanidad. El personaje —avejentado pero firme— aparece de pie, de tres cuartos, al lado de una mesa. Viste un austero traje verde oscuro, con lechuguilla y puños de lienzo. Apoya su mano izquierda —con el anillo en el pulgar— sobre un libro abierto, encima de la mesa. El libro y el rostro y manos del personaje se ven realzados ante el traje oscuro y el fondo neutro, de color verdoso. El tono un tanto interrogativo de su mirada, se ve compensado por la firmeza de su porte, y por el gesto de autoridad de su brazo izquierdo.La mano derecha del personaje fue torpemente repintada, pero el estado del resto de la pintura es excelente.

### Procedencia
1. Colección Real (Real Alcázar, Madrid, galería del Cierzo, 1700, n º. 182;
2. Palacio Real Nuevo, Madrid, primera sala de la Furriera, 1747, n º. 62;
3. Palacio del Buen Retiro, galería del mediodía, 1772, n º. 62;
4. Buen Retiro, 1794, n º. 844;
5. Buen Retiro, 1808).[8]